# Joseph Black
Joseph Black (ur. 16 kwietnia 1728 w Bordeaux, zm. 6 grudnia 1799 w Edynburgu) – chemik szkocki.
Zajmował się chemią gazów. Wprowadził pojęcie ciepła właściwego i ciepła przemiany. Stworzył ścisłe techniki przeprowadzania reakcji chemicznych, dzięki ważeniu substancji reagujących i produktów reakcji. Zajmując się chemią alkaliów, odkrył dwutlenek węgla i prowadził nad nim badania. Odkrywca magnezu.
Uniwersytet Edynburski oraz Uniwersytet w Glasgow nazwały swoje budynki nauk chemicznych na cześć Blacka.